# The Greatest (canção de Sia)
"The Greatest" é uma canção da cantora australiana Sia, gravada para a edição deluxe do seu sétimo álbum de estúdio This Is Acting. Conta com participação do rapper norte-americano Kendrick Lamar. Foi lançada em 6 de setembro de 2016 pelas editoras Monkey Puzzle Records e RCA Records. A canção foi escrita por Sia, em parceria com Greg Kurstin, que produziu a música, e o próprio Lamar. O vídeo para o single mostra as habilidades de Maddie Ziegler como dançarina, e foi dirigido por Daniel Askill para a RadicalMedia.. O vídeo foi uma homenagem a vítimas em uma boate nos Estados Unidos.

## Desempenho nas tabelas musicais

### Tabelas semanais
| Tabelas (2016)                                 | Melhor posição |
| ---------------------------------------------- | -------------- |
| O campo songid é OBRIGATÓRIO PARA PARADA ALEMÃ | 76             |
| Austrália (ARIA)                               | 1              |
| Áustria (Ö3 Austria Top 75)                    | 41             |
| Canadá (Canadian Hot 100)                      | 26             |
| Escócia (Scottish Singles Chart)               | 10             |
| Eslováquia (Singles Digitál Top 100)           | 37             |
| Estados Unidos (Billboard Hot 100)             | 18             |
| França (SNEP)                                  | 1              |
| Irlanda (IRMA)                                 | 80             |
| Itália (FIMI)                                  | 77             |
| Nova Zelândia (Recorded Music NZ Heatseekers)  | 1              |
| Reino Unido (UK Singles Chart)                 | 49             |
| República Checa (Singles Digitál Top 100)      | 50             |
| Suécia (Sverigetopplistan Heatseekers)         | 1              |
| Suíça (Schweizer Hitparade)                    | 47             |